# فيها الملح والسكر أو مبغاتش تموت 2
فيها الملح والسكر ومزال مبغاتش تموت 2 فيلم من تأليف وإخراج حكيم النوري وهو الجزء الثاني للفيلم المكون من ثلاث أجزاء بنفس العنوان تقريبا هم فيها الملح و السكر أو مبغاتش تموت 1 و جزء ثالث انتهى المخرج من تصويره تحت عنوان مافيهاش الملحة. و يطرح المخرج من خلال هذا الجزء أبعاد وتبعات الخيانة الزوجية في المجتمع المغربي في قالب كوميدي ساخر.
بلغت نسبة مشاهدة الجزء الثاني للفيلم في القاعات السينيمائية المغربية حسب قول المخرج في حوار صحفي مع جريدة «صوت الناس» المغربية ثلث مداخيل الجزء الأول(600.000 مشاهد)، بسبب القرصنة ورداءة عدد كبير من القاعات السينيمائية بالمغرب.

## قصة الفيلم
تكتشف الحاجة فخيتة خيانة زوج إبنتها حميد وأن له طفلا من عشيقته، فتغضب عليه وتجبره على تطليق إبنتها الوحيدة والمدللة لكن هذه الأخيرة ترفض بشدة لتعلقها الشديد به وضعف شخصيتها. مما يجعل الحاجة تصب عليه جام غضبها وذلك بمنعه من استخدام سيارة العمل، ومنع الخدم من تنفيذ أي أمر من أوامره، وتحديد صلاحياته في الشركة الأمر سيجعله يخطط لتزويج حماته من أجل الرجوع إلى وضعه السابق.

## الممثلين
- رشيد الوالي في دور نجيب
- أمينة رشيد في دور الحاجة فخيتة
- أسماء الخمليشي في دور العشيقة ليلى
- محمد بن إبراهيم في دور إبراهيم حارس الفيلا وعشيق الخادمة
- زهور سليماني في دور الخادمة وعشيقة حارس الفيلا
- محمد سعيد عفيفي في دور عريس الحاجة إم إم
- هشام الإبراهيمي في دور منقد حميد وصديقه
- إدريس الروخ في دور ابن إم إم الخارج من السجن